# Guillermo Opitz
Guillermo Ángel Opitz (Buenos Aires, 6 de junio de 1934-Buenos Aires, 21 de junio de 2024) fue un pianista, director y pedagogo argentino.

## Formación
Coro de la Cruz de Dresden (Dresdner Kreuzchor) (Alemania), donde recibió su primera instrucción musical, continuada en Buenos Aires con prestigiosos profesores de piano, (A. Brandl, F. Masbach y E. Burés), música de cámara (E. Pelz) y composición (Guillermo Graetzer), y concluidos con estudios de dirección coral y orquestal en las Altas Escuelas de Música de Hamburgo y Munich, como becario del DAAD (Servicio de Intercambio Académico Alemán).

## Actividades
Desplegó una intensa y prolongada actividad de conciertos en salas, radio y televisión de la Argentina y otros países americanos como partenaire de cantantes e instrumentistas; así actuó en larga y estrecha colaboración con Carlos Pessina – el afamado “concertino” del Teatro Colón-, con el barítono Ángel Mattiello, con Paul Tortelier, Arto Noras y otros eximios solistas.
Intervino asiduamente en variadas agrupaciones instrumentales (dúos, tríos, cuartetos y quintetos) e integró los siguientes conjuntos estables:
- Trío con C. Pessina (violín) y L. W. Pratesi (violoncelo)
- Dúo de clarinete y piano con M. Frogioni
- Dúo de piano a cuatro manos con J. Guinzburg
- Trío “Pro Arte” de Buenos Aires

La colaboración tan musical del pianista G. Opitz, que es un artista refinado (Le Quotidien –Buenos Aires 31/7/70) …un intérprete de sutileza estilística para las grandes obras maestras, técnicamente muy preciso y múltiplemente versado (Freie Presse –Buenos Aires 22/10/72) …motivado emocionalmente por una mente sensible y que detectó cada detalle (Prensa - Buenos Aires 23/7/73) …hermoso sonido y fraseo flexible y expresivo (El País – Montevideo 23/10/64) …excelente acompañante, intérprete de calidad, dueño de fina musicalidad (El Plata – Montevideo 23/10/64)...

1963: Ópera de Cámara del Teatro San Martín de Buenos Aires como asistente del Mtro. Ferruccio Calusio
1964—68: Teatro Colón de Buenos Aires.
Con el patrocinio del Museo de Arte Español “Enrique Larreta”, dirigió tres conjuntos dedicados a la música polifónica española del Renacimiento y Barroco: el “Coro del Cancionero de Upsala”, el Coro “Tomás Luís de Victoria” y los “Cantores del Museo Larreta”.
Creó y dirigió durante 12 años el Coro “Heinrich Schütz” de la Institución Cultural Argentino-Germana.
También creó y dirige la “Camerana Vocale” (14 cantantes profesionales), con la que actuó en las salas más importantes de Buenos Aires.

La dirección de Opitz es un modelo de precisión, de elocuencia y dinamismo; coro y conductor formaron una unidad artística y espiritual cuyos logros son óptimos (La Calle – Concepción del Uruguay /72) …con atinada y flexible guía se lograron versiones que satisficieron por su carácter, su ajuste, su sonoridad equilibrada y grata, su apreciable relieve (La Nación – Buenos Aires /71) …sonoridad homogénea, acertados efectos contrastantes, hermoso “piano” (Argentinisches Tageblatt – Buenos Aires /71) …Opitz demostró una vez más, que es maravillosamente acertado y seguro estilista, que pudo abordar cada obra en su propia manera de interpretación, aparte de su siempre renovada atractiva musicalidad y las sobresalientes dones pedagógicos e interpretativos que le son propios (Freie Press – Buenos Aires /71).

Se dedica a la enseñanza de repertorio para cantantes.
Dictó cursos especializados dedicados a los Lieder de un solo compositor –sea Schubert, Schumann, Brahms o Wolf-, tanto en conjunción con la Facultad de Artes y Ciencias Musicales de la Universidad Católica Argentina, la Fundación San Telmo, la Fundación Antorchas, Universidades Nacionales de Tucumán, Mendoza (Cuyo), Santa Fe (del Litoral), el Instituto Goethe de Córdoba y el Camping Musical de Bariloche, como auspiciados por Embajadas de Austria o de Alemania –entre los que se incluyó la serie de “Cursos Karin Zangerl”-. Regularmente organizó y dictó Cursos de Verano sobre variada temática y que abarcaron los “Encuentros con la Canción de Cámara Francesa”
A partir de 1993, y con el patrocinio de la Fundación Antorchas, conduce la Clase Magistral de la Canción de Cámara, que reúne regularmente en Buenos Aires, en calidad de becarios, a los jóvenes cantantes y pianistas destacados e idóneos de toda la Argentina para su perfeccionamiento y ulterior presentación al público. Más recientemente fue llamado a dictar Cursos de Perfeccionamiento en el repertorio de canto en alemán y francés para los alumnos del Instituto Superior de Arte del Teatro Colón.
Dictó cursos de música de cámara (instrumental o vocal-instrumental) en múltiples oportunidades, tanto en Buenos Aires como en el interior del país y también para los Becarios de Música de la Fundación Antorchas. Actualmente es guía de varios grupos instrumentales de cámara juveniles de la Orquesta Académica del Teatro Colón.
Desde 1985 tuvo a su cargo una cátedra de Dirección Coral en la Facultad de Artes y Ciencias Musicales de la Universidad Católica Argentina.
Asistente técnico-musical en la Dirección del Complejo de Música de la Secretaría de Cultura de la Nación, colaborando con su Director, el Mtro. Roberto Caamaño.
Estudios específicos en las áreas de su competencia en Suiza –invitado por “Pro Helvetia”-, en Austria –por medio del Ministerio para la Ciencia e Investigación- y en Alemania por el “Intercambio Académico Alemán (DAAD)”
Asesor de la “Fundación Antorchas” en el Departamento de Becarios de Música
Miembro de jurados en concursos nacionales e internacionales, tanto en Buenos Aires como en Nueva York.
Director Artístico de la Fundación Música de Cámara desde 1983, para la cual ha organizado más de 140 conciertos en distintas series con una programación absolutamente novedosa e innumerables cursos de música de cámara; actúa con la CAMERATA VOCALE y el conjunto CON VOCES E INSTRUMENTOS -ambos de prestigiosas actuaciones en nuestro medio-; desarrolla los Conciertos de la Juventud Argentina, donde presenta al público a los artistas jóvenes más promisorios de todo el país.

## Obras Publicadas e inéditas
- Tres Canciones de Juan Pedro Esnaola –adaptación para tenor solista y acompañamiento coral (Ed. Casa América)

- Seis Villancicos Populares Argentinos –adaptación para 4 voces solistas y en coro con acompañamiento de guitarra (Ed. FMC)

- Solamente Mozart –un pretexto escénico para la audición integral de sus conjuntos vocales de cámara.

- Gioacchino Rossini: “Mi lagneró tacendo” –seis versiones originales en adaptación para soprano y 9 instrumentos.

- Leos Janacek. “Rikadla (Rimas Infantiles)” –en adaptación para 4 voces y 11 instrumentos.

- Navidad Argentina –recopilación de poemas y música navideña (FMC CD-2001 / Serie A-01)

- “Kinderlieder” –suite burlesca en estilo paródico para 4 voces, flauta, clarinete, fagot, quinteto de cuerdas y piano.

- “Recordos de Galicia” –tres movimientos para corno inglés y cuarteto de cuerdas u orquesta de cuerdas.

- “Das Lichtsymbol” (El símbolo de la luz en la música) –trabajo de investigación musicológica (en alemán).

## Distinciones
1989: Premio al Mérito como Pedagogo, conferido por la Fundación Konex..
1997: Premio Trayectoria, otorgado por la Asociación de Críticos Musicales de Argentina.
1997: Condecoración con la Cruz de Caballero de la Orden del Mérito del Gobierno Alemán.
2006: Premio a la trayectoria honorable de la Organización Federada Argentina de Actividades Corales.
2006: Diploma de Honor del Honorable Senado de la Nación Argentina.